# ستيوارت فرازير (سياسي)
ستيوارت فرازير (بالإنجليزية: Stewart Fraser)‏ هو سياسي أسترالي، ولد في 1895 في بانباري في أستراليا، وتوفي في 20 أغسطس 1965 في أستراليا. حزبياً، نشط في الحزب الليبرالي الأسترالي. وقد انتخب عضو الجمعية التشريعية نيو ساوث ويلز.